# Diplectrona robusta
Diplectrona robusta là một loài Trichoptera trong họ Hydropsychidae. Chúng phân bố ở miền Cổ bắc.